# Berdalstunnel
Der Berdalstunnel ist ein einröhriger Straßentunnel durch das Klovafjell zwischen Berdalen und Stondalen in der Kommune Aurland in der norwegischen Provinz (Fylke) Vestland. Der Tunnel im Verlauf des Riksvei 50 ist 4266 Meter lang.